# Phlaocyon
Phlaocyon è un genere estinto di mammiferi carnivori, appartenente ai canidi. Visse nel Miocene inferiore (circa 20 - 16 milioni di anni fa) in Nordamerica.

## Descrizione

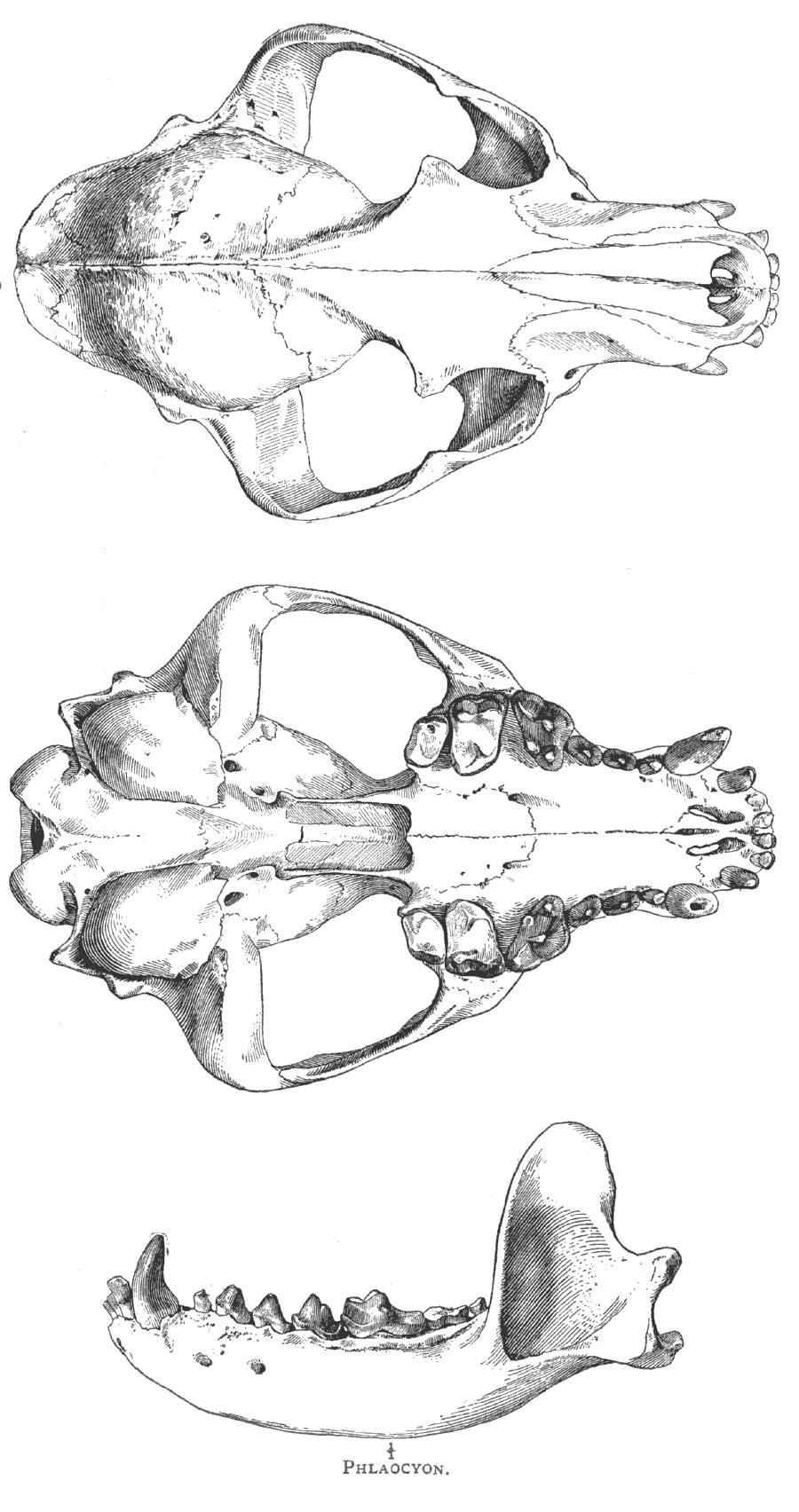
Cranio (in vista dorsale e ventrale) e mandibola di Phlaocyon

Lungo circa 80 centimetri, questo carnivoro doveva avere un aspetto simile a quello dell'attuale procione. La testa era corta e ampia, con occhi direzionati in avanti; nella maggior parte delle specie di Phlaocyon, la dentatura era sprovvista di denti carnassiali adatti a tagliare la carne, e per questo motivo si ritiene che la dieta di questo animale fosse onnivora.
Tutti i membri del genere Phlaocyon erano caratterizzati da premolari robusti (il quarto premolare superiore era particolarmente ampio), da molari superiori piuttosto allungati e dalla presenza di un ampio talonide sul primo molare inferiore. Nelle proporzioni del cranio, Phlaocyon era caratterizzato da uno jugale profondo, un muso ampio e larghe arcate zigomatiche.

## Classificazione
Fin dal momento della sua scoperta, questo animale è stato ritenuto un anello di congiunzione tra i canidi e i procionidi. L'anatomia del corpo e le caratteristiche della dentatura, in effetti, ricordano molto gli odierni procioni; alcune caratteristiche craniche, tuttavia, hanno portato gli studiosi a classificarlo all'interno della famiglia dei canidi, seppure come forma aberrante. È probabile che il flaocione fosse un membro dalle specializzazioni insolite della sottofamiglia dei borofagini, che svilupparono caratteristiche simili a quelle delle iene.  I veri procioni, invece, apparvero almeno alla fine del Miocene.
Le specie più note sono Phlaocyon annectens e P. leucosteus (la specie tipo). Alcune specie (P. yatkolai e P. mariae) iniziarono a sviluppare una dentatura di tipo ipercarnivoro; probabilmente questi animali furono tra i primi membri dei borofagini ad adottare una dieta ipercarnivora.

### Specie
- †P. achoros Frailey, 1979, p. 134
- †P. annectens Peterson, 1907, p. 53
- †P. latidens Cope, 1881, p. 181
- †P. leucosteus Matthew, 1899, p. 54
- †P. mariae Wang Tedford Taylor, 1999, p. 84
- †P. marslandensis McGrew, 1941, p. 33
- †P. minor Matthew, 1907, p. 189
- †P. multicuspus Romer Sutton, 1927
- †P. taylori Hayes, 2000, p. 34
- †P. yatkolai Wang Tedford Taylor, 1999, p. 83

## Paleoecologia
Le zampe anteriori possedevano estremità adatte ad arrampicarsi sugli alberi piuttosto che a muoversi sul terreno. È probabile, quindi, che il flaocione fosse un animale parzialmente arboricolo, al contrario dei canidi odierni.